# FK Ufa
FK Ufa (rusky Футбольный клуб «Уфа») je ruský fotbalový klub z města Ufa v Baškortostánu. Byl založen 23. prosince 2010. Své domácí zápasy hraje na stadionu Něftjanik s kapacitou 16 000 míst (v době jeho rekonstrukce na stadionu Dinamo s kapacitou 6 000 míst).
Klubové barvy jsou červená a bílá.